# Башта Майн
Башта Майн (нім. Maintower)  — хмарочос у Франкфурт-на-Майні, Німеччина. Названа на честь ріки Майн. Висота будівлі становить 200 метрів, з урахуванням шпиля — 240 м, це четвертий за висотою хмарочос міста. У ньому 61 поверх, з яких 56 — над землею і 5 під землею. Будівництво було розпочато в 1996 і завершено в 1999 році, урочисте відкриття відбулося 28 січня 2000 року.
На висоті 198 м розташована обсерваторія. На 53-поверсі розташований ресторан та коктейль-бар. У фоє башти розташована відеоінсталяція Білла Віоли «Світ образів» та мозаїка Штефана Хубера «Frankfurter Treppe / XX. Jahrhundert».
У будівлі розташовані офіси таких компаній як: Helaba Bank, Merrill Lynch та телевізійна студія Hessischer Rundfunk.

## Галерея

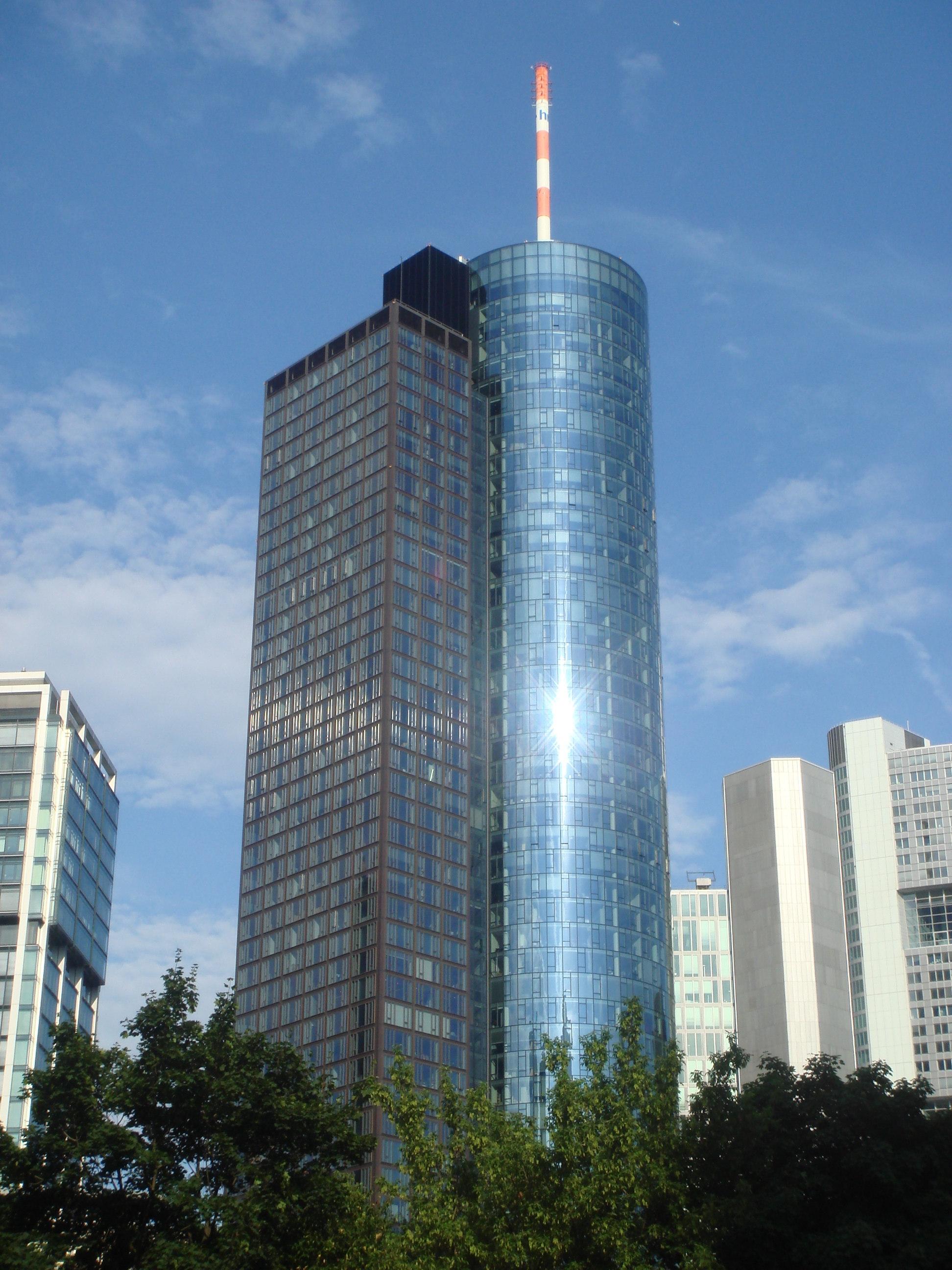
Башта Майн
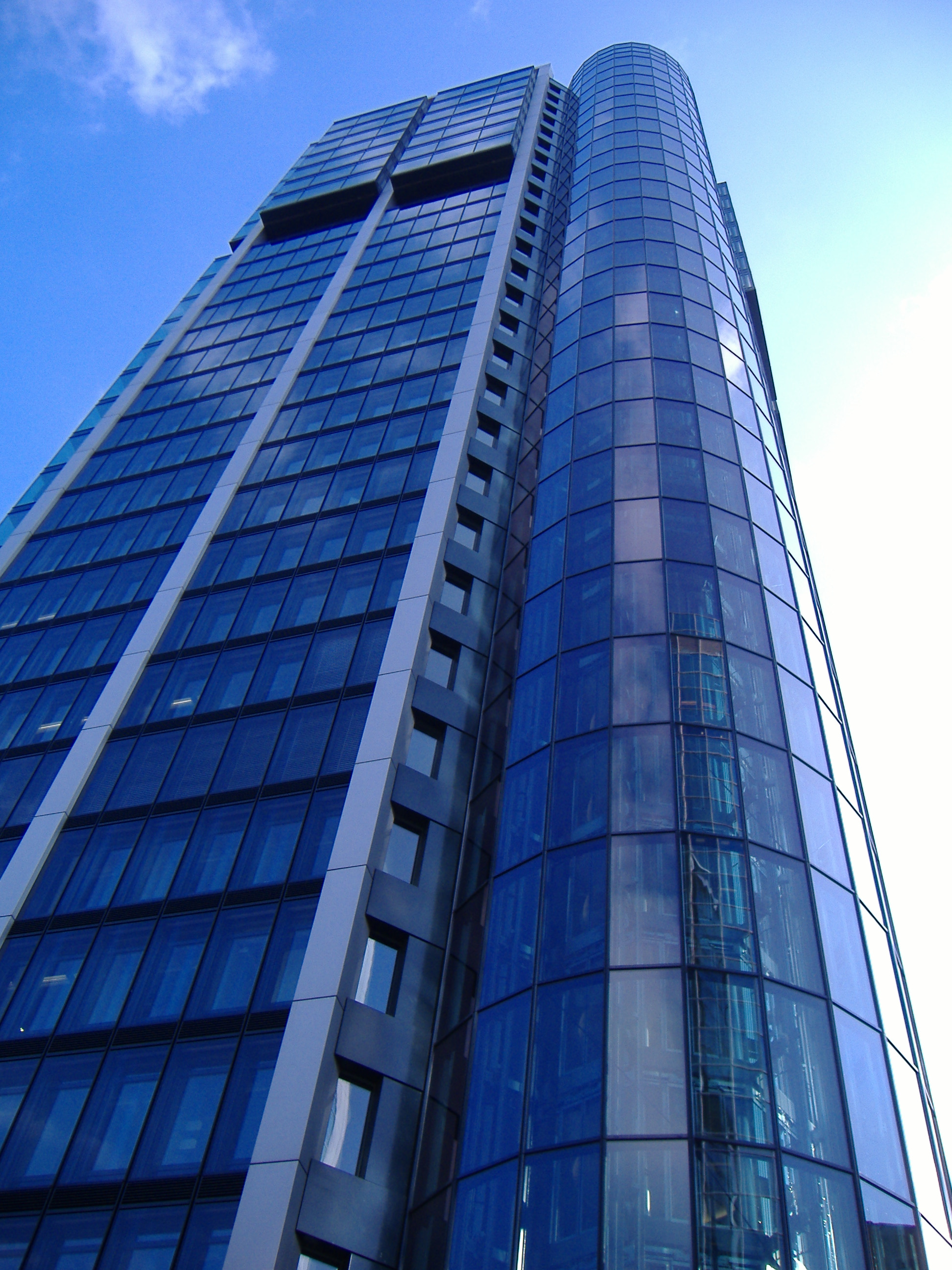
Вид на вежу знизу
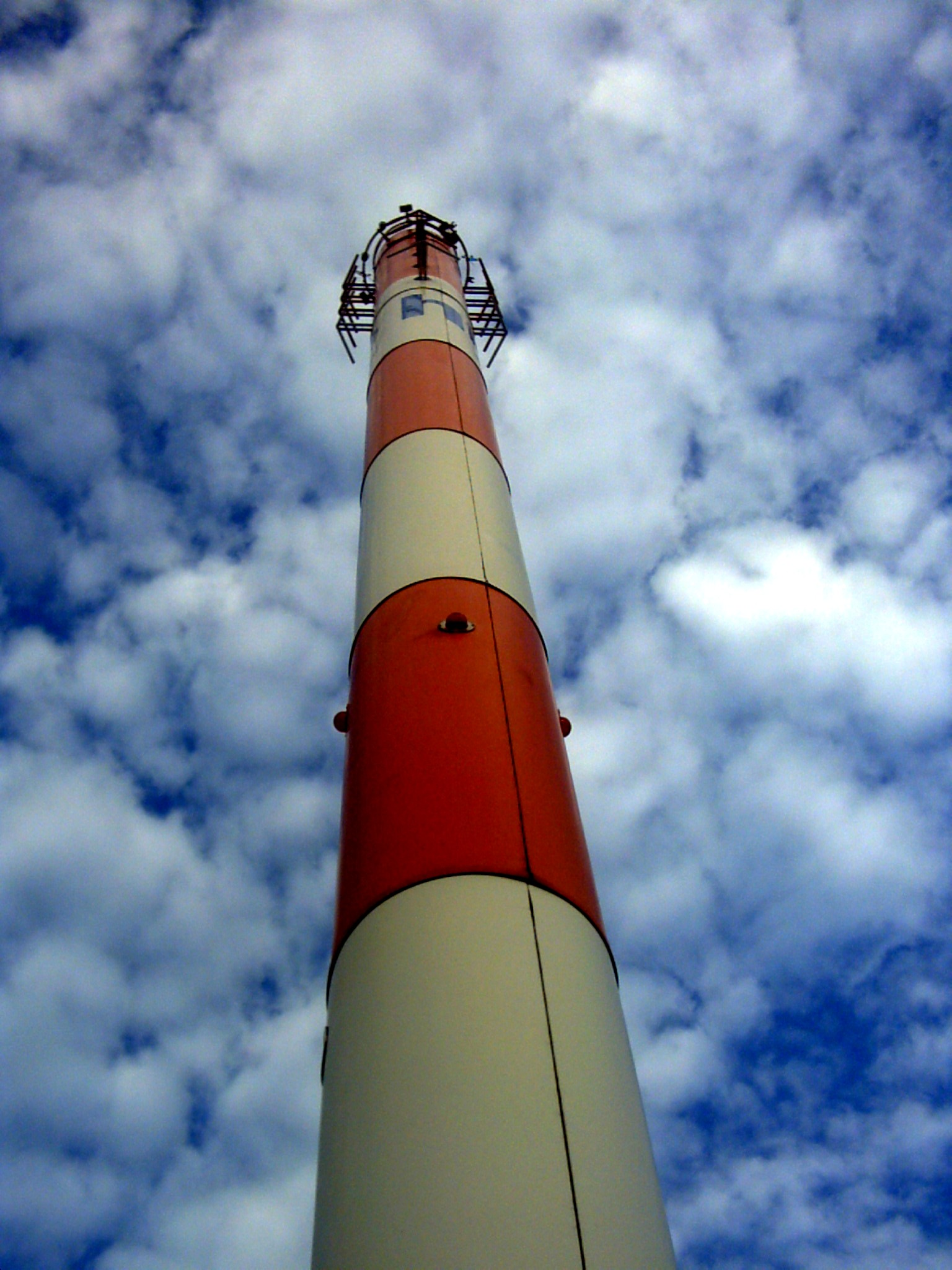
Шпиль
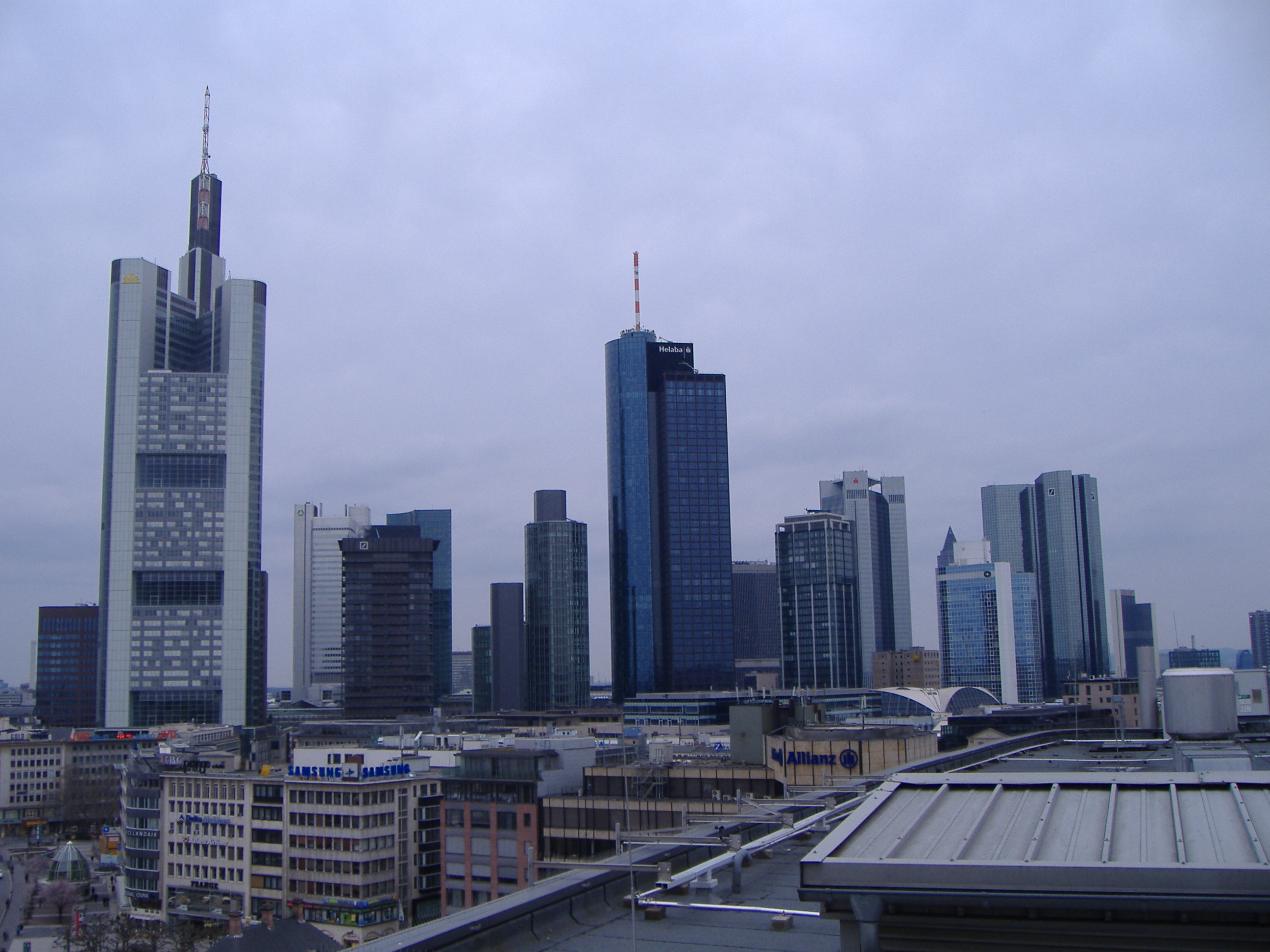
Вид на центр міста